# Пас, Нико
Никола́с «Ни́ко» Пас Марти́нес (исп. Nicolás 'Nico' Paz Martínez; родился 8 сентября 2004, Санта-Крус-де-Тенерифе, Канарские острова, Испания) — аргентинский футболист, полузащитник итальянского клуба «Комо» и сборной Аргентины. Сын футболиста Пабло Паса.

## Клубная карьера
Воспитанник команд «Сан-Хуан», «Тенерифе», в 2016 году Пас попал в академию клуба «Реал Мадрид». 8 января 2022 года дебютировал за «Кастилью», выйдя на замену в матче Первого дивизиона RFEF против клуба «Андорра». 8 ноября 2023 года дебютировал за основную команду клуба, выйдя на замену в матче Лиги чемпионов УЕФА против «Браги». 29 ноября 2023 года забил свой первый гол за «Реал» в матче Лиги чемпионов УЕФА против «Наполи».
25 августа 2024 года Нико подписал с итальянским клубом «Комо» контракт на четыре сезона.

## Карьера в сборной
Уроженец Канарских островов, Нико имел право выступать за сборную Испании, однако выбрал Аргентину, за которую выступал на уровне до 20 и до 23 лет.
15 октября 2024 года в матче южноамериканской квалификации к чемпионату мира 2026 года против Боливии Нико дебютировал за основную сборную, заменив на 73-й минуте встречи Лаутаро Мартинеса, и записал в свой актив голевую передачу на капитана Лионеля Месси, оформившего в итоге хет-трик.

## Клубная статистика
| Клуб                 | Сезон            | Лига | Лига | Нац. кубки | Нац. кубки | Еврокубки | Еврокубки | Итого | Итого |
| Клуб                 | Сезон            | Игры | Голы | Игры       | Голы       | Игры      | Голы      | Игры  | Голы  |
| -------------------- | ---------------- | ---- | ---- | ---------- | ---------- | --------- | --------- | ----- | ----- |
| Реал Мадрид Кастилья | 2021/22          | 6    | 0    | —          | —          | —         | —         | 6     | 0     |
| Реал Мадрид Кастилья | 2022/23          | 18   | 2    | —          | —          | —         | —         | 18    | 2     |
| Реал Мадрид Кастилья | 2023/24          | 29   | 10   | —          | —          | —         | —         | 29    | 10    |
| Реал Мадрид Кастилья | Итого            | 53   | 12   | —          | —          | —         | —         | 53    | 12    |
| Реал Мадрид          | 2023/24          | 4    | 0    | 1          | 0          | 3         | 1         | 8     | 1     |
| Реал Мадрид          | Итого            | 4    | 0    | 1          | 0          | 3         | 1         | 8     | 1     |
| Комо                 | 2024/25          | 35   | 6    | 0          | 0          | —         | —         | 35    | 6     |
| Комо                 | Итого            | 35   | 6    | 0          | 0          | —         | —         | 35    | 6     |
| Всего за карьеру     | Всего за карьеру | 92   | 18   | 1          | 0          | 3         | 1         | 96    | 19    |

1. ↑  4 матча в плей-офф на повышение
2. ↑  1 гол в плей-офф на повышение
3. ↑  Кубок Испании по футболу
4. ↑  Лига чемпионов УЕФА

## Достижения

### Командные достижения
«Реал Мадрид»
- Чемпион Испании: 2023/24
- Обладатель Суперкубка Испании: 2023/24
- Победитель Лиги чемпионов УЕФА: 2023/24

### Личные достижения
- Лучший молодой игрок Серии A: 2024/25[7]
- Входит в состав символической сборной сезона Серии A: 2024/25[8]